# Habemus papam

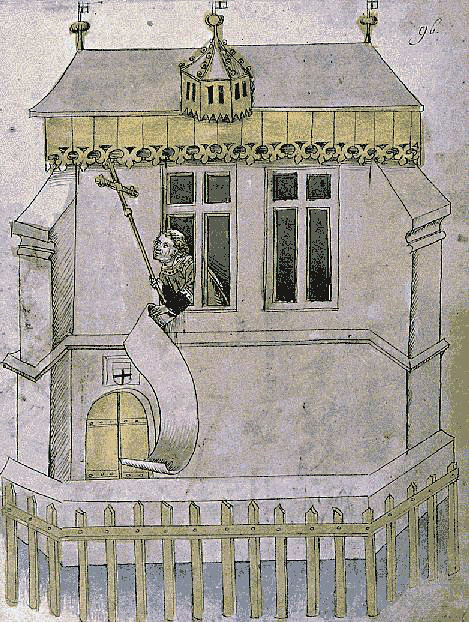
Habemus Papam po wyborze papieża Marcina V, Sobór w Konstancji 1417 – ilustracja z kroniki Ulrich von Richenthal

Habemus papam (łac. „mamy papieża”) – formuła wygłaszana po dokonaniu wyboru nowego papieża przez konklawe. Formułę tę wypowiada kardynał protodiakon z balkonu bazyliki św. Piotra na Watykanie.

## Obecny tekst formuły

### Oryginalna wersja łacińska
| Annuntio vobis gaudium magnum: habemus Papam, Eminentissimum ac Reverendissimum Dominum, Dominum ... [imię (lub imiona) kardynała wybranego na papieża w bierniku, accusativus], Sanctæ Romanæ Ecclesiæ Cardinalem ... [nazwisko kardynała wybranego na papieża w formie nieodmienionej], qui sibi nomen imposuit ... [imię, które przybrał nowy papież, w bierniku, accusativus]. |

### Polskie tłumaczenie
| Oznajmiam wam wielką radość: mamy Papieża, Najczcigodniejszego i Najprzewielebniejszego Pana, Pana ... [imię kardynała wybranego na papieża], Kardynała Świętego Kościoła Rzymskiego, ... [nazwisko kardynała wybranego na papieża], który przybrał sobie imię ... [imię, które przybrał nowy papież]. |

### Różne wersje gramatyczne
Zgodnie ze standardową wersją formuły, imię pontyfikalne wybrane przez elekta powinno być podawane w bierniku, ale praktyka w tym względzie jest niejednolita. W 1958 roku kardynał Nicola Canali powiedział: qui sibi nomen imposuit Ioannis Vigesimi Tertii, w 1978 kardynał Pericle Felici użył w odniesieniu do Albino Lucianiego słów: qui sibi nomen imposuit Joannis Pauli Primi, a Karola Wojtyły: ...Joannis Pauli. Podobnie kardynał Jorge Medina Estévez, ogłaszając wybór kardynała Josepha Ratzingera w 2005 wybrał zwrot: qui sibi nomen imposuit Benedicti Decimi Sexti. Takie użycie dopełniacza nazywa się genetivus explicativus (dopełniacz wyjaśniający) i dowodzi wysokiej znajomości języka.

## Historia
Nie wiadomo, kiedy zapoczątkowano zwyczaj ogłaszania wyboru papieża za pomocą tej formuły. Najstarszy odnotowany w źródłach tekst formuły Habemus Papam pochodzi z 1484, kiedy protodiakon Francesco Piccolomini następującymi słowami ogłosił wybór biskupa Molfetty kardynała Giovanniego Battisty Cibo na papieża Innocentego VIII:
Annuncio vobis gaudium magnum: Papam habemus. Reverendissimus Dominus cardinalis Melfictensis electus est in summum pontificem et elegit sibi nomen Innocentium Octavum.
W źródłach historycznych odnotowano dosłowne brzmienie formuły przy okazji licznych konklawe począwszy od XV wieku. Ich porównanie wskazuje, że przez długi czas nie miała ona ściśle ustalonego tekstu.
| Data                 | Kardynał diakon wygłaszający formułę | Wybrany papież                                 | Tekst formuły |
| -------------------- | ------------------------------------ | ---------------------------------------------- | --- |
| 29 sierpnia 1484     | Francesco Piccolomini                | Giovanni Battista Cibo – jako Innocenty VIII   | Annuncio vobis gaudium magnum: Papam habemus. Reverendissimus Dominus cardinalis Melfictensis electus est in summum pontificem et elegit sibi nomen Innocentium Octavum |
| 11 sierpnia 1492     | Francesco Piccolomini                | Rodrigo Borgia – jako Aleksander VI            | Papam habemus Reverendissimum Dominum Vicecancellarium Alexandrum Sextum |
| 1 listopada 1503     | Raffaele Sansoni Riario              | Giuliano della Rovere – jako Juliusz II        | Papam habemus Reverendissimum Dominum Cardinalem Sancti Petri ad Vincula, qui vocatur Julius Secundus |
| 11 marca 1513        | Alessandro Farnese                   | Giovanni de Medici – jako Leon X               | Gaudium magnum nuntio vobis! Papam habemus, Reverendissimum Dominum Johannem de Medicis, Diaconum Cardinalem Sanctae Mariae in Domenica, qui vocatur Leo Decimus |
| 9 stycznia 1522      | Marco Cornaro                        | Adrian van Utrecht – jako Hadrian VI           | Habemus Papam, Adrianus Dortoniensis! |
| 13 października 1534 | Innocenzo Cibo                       | Alessandro Farnese – jako Paweł III            | Annuncio vobis gaudium magnum: Papam habemus Reverendissimum Dominum Alexandrum Episcopum Hostiensem, Cardinalem de Farnesio nuncupatum, qui imposuit sibi nomen Paulus Tertius |
| 13 maja 1572         | Girolamo Simoncelli                  | Ugo Boncompagni – jako Grzegorz XIII           | Annuntio vobis gaudium magnum: Papam habemus. Reverendissimus Dominus Cardinalis Sancti Sixti electus est in Summum Pontificem, et elegit sibi nomen Gregorius Tertius Decimus |
| 24 kwietnia 1585     | Ferdinando de’ Medici                | Felice Peretti de Montalto – jako Sykstus V    | Annuntio vobis gaudium magnum: Papam habemus! Illustrissimum et Reverendissimum Dominum Cardinalem de Monte Alto, qui Sixtus Quintus vocatur |
| 15 września 1644     | Francesco Barberini                  | Giovanni Battista Pamphili – jako Innocenty X  | Annuncio vobis gaudium magnum, habemus Papam Eminentissimum et Reverendissimum Dominum Johannem Baptistum Pamphilium, qui sibi nomen imposuit Innocentium Decimum |
| 7 kwietnia 1655      | Giangiacomo Teodoro Trivulzio        | Fabio Chigi – jako Aleksander VII              | Annuncio vobis gaudium magnum: Papam habemus Eminentissimum et Reverendissimum Dominum Fabium Sanctae Romanae Ecclesiae Presbyterum Cardinalem Chisium, qui elegit sibi nomen Alexandrum Septimum |
| 20 czerwca 1667      | Rinaldo d’Este                       | Giulio Rospigliosi – jako Klemens IX           | Annuncio vobis gaudium magnum: Papam habemus! Eminentissimus Dominus Julius tituli Sancti Sixti Presbiter Cardinalis Rospigliosus electus est in Summum Pontificem, et imposuit sibi nomen Clemens Nonus! |
| 29 kwietnia 1670     | Francesco Maidalchini                | Emilio Altieri – jako Klemens X                | Annuncio vobis gaudium magnum: Papam habemus! Aemilius Sanctae Romanae Ecclesiae Presbyter Cardinalis Alterius electus est in Summum Pontificem, et imposuit sibi nomen Clemens Decimus! |
| 21 września 1676     | Francesco Maidalchini                | Benedetto Odescalchi – jako Innocenty XI       | Annuncio vobis gaudium magnum: Papam habemus Reverendissimum Benedictum Titulo Sancti Honufrii Cardinalem Odeschalcum, qui sibi nomen imposuit Innocentium Undecimum |
| 6 października 1689  | Francesco Maidalchini                | Pietro Ottoboni – jako Aleksander VIII         | Annuncio vobis gaudium magnum: Papam habemus, Eminentissimum et Reverendissimum Dominum Petrum Episcopum Portuensem Sanctae Romanae Ecclesiae Cardinalem Ottobonum, qui imposuit sibi nomen Alexander Octavus |
| 12 lipca 1691        | Urbano Sacchetti                     | Antonio Pignatelli – jako Innocenty XII        | Annuncio vobis gaudium magnum: Papam habemus. Eminentissimum et Reverendissimum Dominum Antonium Sanctae Romanae Ecclesiae Presbyterum Cardinalem Pignatellum. Qui imposuit sibi nomen Innocentius Duodecimus |
| 23 listopada 1700    | Benedetto Pamphilj                   | Giovanni Francesco Albani – jako Klemens XI    | Annuncio vobis gaudium magnum: Papam habemus. Eminentissimum et Reverendissimum Dominum, Dominum Joannem Franciscum Sanctae Romanae Ecclesiae Presbyterum Cardinalem Albanum, qui imposuit sibi Nomen: Clemens Undecimus |
| 8 maja 1721          | Benedetto Pamphilj                   | Michelangelo Conti – jako Innocenty XIII       | Annuncio vobis gaudium magnum: Papam habemus. Eminentissimum et Reverendissimum Dominum Michaelem Angelum Tituli Sanctorum Quirici et Iulitta Sanctae Romanae Ecclesiae Presbyterum Cardinalem de Comitibus, qui sibi nomen imposuit Innocentius Tertius Decimus                                                                                          |
| 29 maja 1724         | Benedetto Pamphilj                   | Vincenzo Maria Orsini – jako Benedykt XIII     | Annuncio vobis gaudium magnum: Papam habemus: Eminentissimum et Reverendissimum Dominum Fratrem Vincentium Mariam Cardinalem Ursinum Episcopum Portuensem, qui sibi nomen imposuit Benedictus Tertius Decimus |
| 12 lipca 1730        | Lorenzo Altieri                      | Lorenzo Corsini – jako Klemens XII             | Annuncio vobis gaudium magnum: Papam habemus. Eminentissimum et Reverendissimum Dominum Laurentium Sanctae Romanae Ecclesiae Cardinalem Corsinum Episcopum Tusculanum, qui sibi Nomen imposuit Clemens Duodecimus |
| 17 sierpnia 1740     | Carlo Maria Marini                   | Prospero Lambertini – jako Benedykt XIV        | Annuncio vobis gaudium magnum: habemus Papam, Eminentissimum ac Reverendissimum Dominum Prosperum, tituli Sanctae Crucis in Ierusalem, Presbyterum Sanctae Romanae Ecclesiae Cardinalem Lambertinum, Archiepiscopum Bononiensem, qui sibi nomen imposuit Benedictus Decimusquartus                                                                        |
| 6 lipca 1758         | Alessandro Albani                    | Carlo Rezzonico – jako Klemens XIII            | Annuncio Vobis gaudium magnum: Papam habemus! Eminentissimum et Reverendissimum Dominum Carolum tituli sancti Marci Presbyterum Sanctae Romanae Ecclesiae Cardinalem Rezzonicum, Episcopum Patavinum, qui sibi nomen imposuit Clemens Tertius Decimus |
| 19 maja 1769         | Alessandro Albani                    | Lorenzo Ganganelli – jako Klemens XIV          | Annuncio Vobis gaudium magnum: Papam habemus! Eminentissimum et reverendissimum Dominum Fratrem Laurentium tituli Sanctorum Duodecim Apostolorum Presbiterum Sanctae Romanae Ecclesiae Cardinalem Ganganelli, qui sibi nomen imposuit Clemens Quartus Decimus                                                                                             |
| 15 lutego 1775       | Alessandro Albani                    | Giovanni Angelo Braschi – jako Pius VI         | Annuncio Vobis gaudium magnum: Papam habemus! Eminentissimum et Reverendissimum Dominum Ioannem Angelum, tituli Sancti Onuphrii Presbyterum Sanctae Romanae Ecclesiae Cardinalem Braschi, qui sibi Nomen imposuit Pius Sextus |
| 14 marca 1800        | Antonio Maria Doria Pamphili         | Gregorio Barnaba Chiaramonti – jako Pius VII   | Annuncio Vobis gaudium magnum: Papam habemus! Eminentissimum et reverendissimum Dominum Gregorium Barnabum, tituli sancti Callixti Sanctae Romanae Ecclesiae Presbyterum Cardinalem Chiaramonti, qui sibi nomen imposuit Pius Septimus |
| 28 września 1823     | Fabrizio Dionigi Ruffo               | Annibale Della Genga – jako Leon XII           | Annuncio vobis gaudium magnum: Papam habemus, Eminentissimum ac Reverendissimum Dominum Annibalem, tituli Sanctae Mariae Transtiberim, presbyterum Sanctae Romanae Ecclesiae cardinalem Della Genga, qui sibi imposuit nomen Leo Duodecimus |
| 31 marca 1829        | Giuseppe Albani                      | Francesco Saverio Castiglioni – jako Pius VIII | Annuncio Vobis gaudium magnum: Papam habemus! Eminentissimum ac reverendissimum Dominum Franciscum Xaverium, episcopum Tusculanum, Sanctae Romanae Ecclesiae Cardinalem Castiglioni, qui sibi imposuit nomen Pius Octavus |
| 2 lutego 1831        | Giuseppe Albani                      | Mauro Cappellari – jako Grzegorz XVI           | Annuncio Vobis gaudium magnum: Papam habemus! Eminentissimum et Reverendissimum Dominum Maurum Sanctae Romanae Ecclesiae Presbyterum Cardinalem Cappellari, qui sibi nomen imposuit Gregorius Sextus Decimus |
| 17 czerwca 1846      | Tommaso Riario Sforza                | Giovanni Maria Mastai Ferretti – jako Pius IX  | Annuncio vobis gaudium magnum: Papam habemus! Eminentissimum et Reverendissimum Dominum Ioannem Mariam Mastai Ferretti, Sanctae Romanae Ecclesiae Presbyterum Cardinalem, qui sibi nomen imposuit Pius Nonus |
| 20 lutego 1878       | Prospero Caterini                    | Gioacchino Pecci – jako Leon XIII              | Annuntio vobis gaudium magnum: Habemus Papam! Eminentissimum et Reverendissimum Dominum Ioachim Pecci, qui sibi nomen imposuit Leonis Decimi Tertii |
| 4 sierpnia 1903      | Luigi Macchi                         | Giuseppe Sarto – jako Pius X                   | Annuntio vobis gaudium magnum: Habemus Papam! Eminentissimum ac reverendissimum Cardinalem Josephum Sarto, qui sibi nomen imposuit Pius Decimus |
| 3 września 1914      | Francesco Salesio della Volpe        | Giacomo Della Chiesa – jako Benedykt XV        | Annuntio vobis gaudium magnum: Habemus Papam! Eminentissimum et reverendissimum Dominum Jacobum Della Chiesa, qui sibi nomen imposuit Benedictum Quintum Decimum |
| 6 lutego 1922        | Gaetano Bisleti                      | Achille Ratti – jako Pius XI                   | Annuntio vobis gaudium magnum: Habemus Papam! Eminentissimum ac reverendissimum Dominum Cardinalem Achillem Ratti, qui sibi nomen imposuit Pius Undecimus |
| 2 marca 1939         | Camillo Caccia Dominioni             | Eugenio Pacelli – jako Pius XII                | Annuntio vobis gaudium magnum: Habemus Papam! Eminentissimum ac reverendissimum Dominum, Dominum Eugenium Sanctæ Romanæ Ecclesiæ Cardinalem Pacelli, qui sibi nomen imposuit Pium |
| 28 października 1958 | Nicola Canali                        | Angelo Giuseppe Roncalli – jako Jan XXIII      | Annuntio vobis gaudium magnum: Habemus Papam! Eminentissimum ac reverendissimum Dominum, Dominum Angelum Josephum Sanctæ Romanæ Ecclesiæ Cardinalem Roncalli, qui sibi nomen imposuit Ioannis Vigesimi Tertii |
| 21 czerwca 1963      | Alfredo Ottaviani                    | Giovanni Battista Montini – jako Paweł VI      | Annuntio vobis gaudium magnum: Habemus Papam! Eminentissimum et reverendissimum Dominum, Dominum Ioannem Baptistam Sanctæ Romanæ Ecclesiæ Cardinalem Montini, qui sibi nomen imposuit Paulum Sextum |
| 26 sierpnia 1978     | Pericle Felici                       | Albino Luciani – jako Jan Paweł I              | Annuntio vobis gaudium magnum: Habemus Papam! Eminentissimum ac reverendissimum Dominum, Dominum Albinum Sanctæ Romanæ Ecclesiæ Cardinalem Luciani, qui sibi nomen imposuit Ioannis Pauli Primi |
| 16 października 1978 | Pericle Felici                       | Karol Wojtyła – jako Jan Paweł II              | Annuntio vobis gaudium magnum: Habemus Papam! Eminentissimum ac reverendissimum Dominum, Dominum Carolum Sanctæ Romanæ Ecclesiæ Cardinalem Wojtyła, qui sibi nomen imposuit Ioannis Pauli |
| 19 kwietnia 2005     | Jorge Medina Estévez                 | Joseph Ratzinger – jako Benedykt XVI           | Fratelli e sorelle carissimi, Queridísimos hermanos y hermanas, Bien chers frères et sœurs, Liebe Brüder und Schwestern, Dear brothers and sisters. Annuntio vobis gaudium magnum: Habemus Papam! Eminentissimum ac reverendissimum Dominum, Dominum Iosephum Sanctæ Romanæ Ecclesiæ Cardinalem Ratzinger, qui sibi nomen imposuit Benedicti Decimi Sexti |
| 13 marca 2013        | Jean-Louis Tauran                    | Jorge Mario Bergoglio – jako Franciszek        | Annuntio vobis gaudium magnum: Habemus Papam! Eminentissimum ac reverendissimum Dominum, Dominum Georgium Marium Sanctæ Romanæ Ecclesiæ Cardinalem Bergoglio, qui sibi nomen imposuit Franciscum |
| 8 maja 2025          | Dominique Mamberti                   | Robert Francis Prevost – jako Leon XIV         | Annuntio vobis gaudium magnum: Habemus Papam! Eminentissimum ac reverendissimum Dominum, Dominum Robertum Franciscum Sanctæ Romanæ Ecclesiæ Cardinalem Prevost, qui sibi nomen imposuit Leonem Decimum Quartum |